# Sukarno
Ahmed Sukarno (n. 1901 - d. 1970) a fost președintele Indoneziei între anii 1945 și 1968.

## Biografie
S-a născut la Surabaya, în estul insulei Java în timpul coloniei olandeze din Indonezia. A studiat în școlile moderne ale coloniei olandeze. În 1921 intră la Institutul Tehnologic din Bandung unde studiază arhitectura, absolvind în 1926, fără să practice meseria, prima sa pasiune încă din adolescență fiind politica. A fost căsătorit de două ori în timpul facultății, apoi s-a recăsătorit de încă 4 ori, având patru soții simultan. Poligamia, deși permisă în legea Islamică, nu a fost o practică comună în Indonezia și a atras critici considerabile mai ales din partea organizațiilor feministe în anii 1950 - 1960.

## Cariera politică
- 1927 - Devine liderul P.N.I. (Partidul Național Indonezian)
- 1929 - 1931 - A fost închis de către olandezi pentru perturbarea liniștii publice timp în care P.N.I. se dizolvă
- 1933 - Din nou arestat și exilat în Insula Flores, apoi în Insula Sumatra
- 1944 - Devine membru în Comitetul de independență
- 1945, 1 iulie - Cel mai important discurs în fața comitetului în care se adoptă Panca Sila
- 1945, 17 august - La ora 10, declară independența Indoneziei
- 1949 - Adoptă Constituția Indoneziei
- 1959 - A fost arestat de către oponenții politici și a rămas în arest la domiciliu până la sfârșitul vieții.
- 2001, 23 iulie - Fiica sa, Megawati Sukarnoputri este aleasă președinte al Indoneziei, fiind prima femeie președinte din istoria acestei țări.